# 南非標準時間
| 黑色 | UTC-1︰佛得角時間                                            |
| 绿色 | UTC︰欧洲西部时间 · 格林尼治標準時間                         |
| 蓝色 | UTC+1︰欧洲中部时间 · 西非時間 · 欧洲西部夏令时间            |
| 紅色 | UTC+2︰欧洲东部时间 · 中非時間 · 西非夏令時間 · 南非標準時間 |
| 黃色 | UTC+3︰欧洲东部夏令时间 · 東非時間                           |
| 灰色 | UTC+4︰毛里裘斯時間 · 塞舌爾時間                             |

南非標準時間（South African Standard Time，簡稱SAST）是南非、斯威士蘭和萊索托使用的時區，標準時間為UTC+2，沒有實行夏令時。與中非時間一樣。
自2017年9月起納米比亞時間 （页面存档备份，存于），納米比亞處於中部非洲時區，使用中非時間標準時間為UTC+2，與南非標準時間（South African Standard Time，簡稱SAST）一致。